# باول غو
باول غو (بالإنجليزية: Paul Gow)‏ هو لاعب غولف أسترالي، ولد في 10 نوفمبر 1970 في سيدني في أستراليا.

## وصلات خارجية
- باول غو على موقع رابطة لاعبي الغولف المحترفين (الإنجليزية)
- باول غو على موقع التصنيف العالمي الرسمي للغولف (الإنجليزية)